# Palais Rákóczi
Le palais Rákóczi (Rákóczi-ház en hongrois ; Rákocziho palác en slovaque) est un palais de style Renaissance. Il est situé à Prešov en actuelle Slovaquie, au 86 de la rue Hlavnej (Hlavnej ulice).

## Histoire
À sa place étaient à l'origine deux maisons de ville médiévales. À la fin du XVIe siècle, le prince Sigismond II Rákóczi fait l'acquisition des deux parcelles et y fait construire un splendide palais Renaissance. Il est remanié par son fils Georges Ier Rákóczi qui lui donne l'aspect actuel. 
Le palais Rákóczi de Prešov est considéré comme l'un des plus beaux exemples de palais urbain de style Renaissance en ancienne Haute-Hongrie. Sa façade fut reproduite sur l'une des faces du pavillon de Hongrie lors de l'exposition universelle de Paris de 1900.

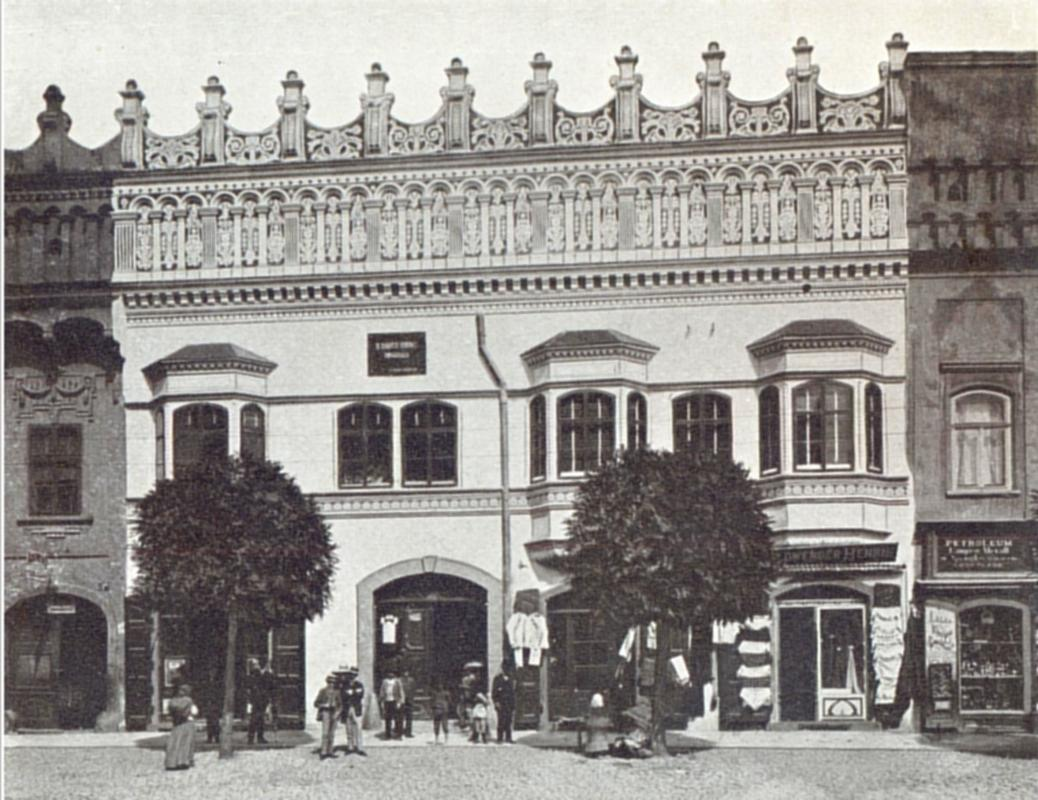
Photographie de 1909

L'histoire du palais est étroitement liée à celle de la famille Rákóczi. Il est le lieu de signature de la Paix de Prešov (Eperjesi béke en hongrois), signée entre le prince de Transylvanie Georges Ier Rákóczi (1630-1648) et Ferdinand II du Saint-Empire, empereur du Saint Empire, le 28 septembre 1663. En avril 1701, après la divulgation des projets de nouvelle insurrection contre les Habsbourgs, François II Rákóczi, futur prince de Transylvanie, y est emprisonné après son arrestation en son Château de Šariš. Il est durant la guerre d'indépendance (1703-1711) la résidence de son chef. Le palais est confisqué en 1711 et par la suite plusieurs propriétaires successifs y habitent. Au XVIIIe siècle, les ailes de la cour intérieur sont réaménagées dans le style baroque. Au XIXe siècle, le bâtiment a plusieurs propriétaires ou locataires qui l'adaptent en local commercial et atelier. Y est né, entre autres, Konrád Burchard Bélaváry, magnat hongrois.
Le palais subit une restauration minutieuse au cours de la période 1950-1956. Il accueille désormais le musée régional (Krajské múzeum).

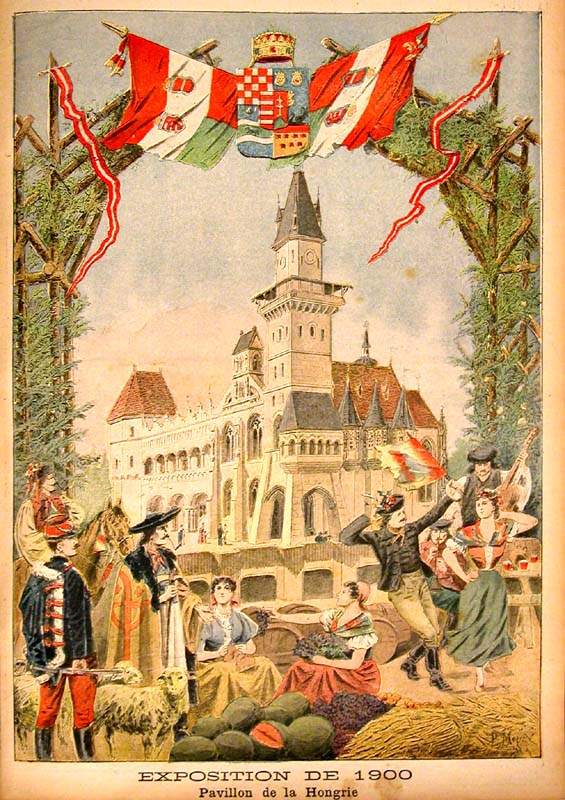
Pavillon de la Hongrie, Exposition universelle de 1900, Paris. La façade de la maison Rákóczi est visible sur la gauche de l'image

## Sources, Liens externes
- Récits de famille, Histoire de la Famille Burchard-Bélavàry, Marcel BB, Berger-Levrault&Cie, Nancy, 1906; La Hulpe, Bruxelles, 2001.
- Exposition 1900 - Pavillon de Hongrie, worldfairs.com
- Exposition 1900 - Pavillon de Hongrie (illustrations, photographies, images 3D)